# 霍莉·亨伯斯頓
霍莉·菲恩·亨伯斯頓 （英語：Holly Ffion Humberstone，1999年12月17日）,來自英國格蘭瑟姆的英國歌手兼詞曲作家，在2021年，她與新視鏡唱片和寶麗多唱片簽署了唱片協議。她簽約後的第一張EP《The Walls Are Too Thin》於2021年11月12日發行。亨伯斯頓在2022年全英音樂獎上獲得了英國新星獎。

## 早期生活
亨伯斯頓來自格蘭瑟姆，是四姐妹之一，她的父母都是醫護人員，她之前在利物浦表演藝術學院學習。
亨伯斯頓從小就開始寫歌。 她在接受《每日電訊報》採訪時討論過在一個小鎮上長大的問題，表示“林肯郡農村沒有音樂場景，所以我真的做了我自己的事情”。亨伯斯頓曾是林肯郡青年交響樂團的小提琴手，並且在當地BBC介紹廣播節目時首次被經理發現

## 音樂生涯
亨伯斯頓在2019年格拉斯頓伯里當代表演藝術節的BBC介紹舞臺上表演，她的首支單曲《Deep End》隨後於2020年1月30日發行，她的第二支單曲《Falling Asleep at the Wheel》於3月19日發行，而她的第三支單曲《Overkill》於6月26日發行